# Todd Frazier
Pour les articles homonymes, voir Frazier.
Todd Frazier (né le 12 février 1986 à Point Pleasant, New Jersey, États-Unis) est un ancien joueur de troisième but de la Ligue majeure de baseball.
Son frère aîné Jeff Frazier est aussi joueur de baseball professionnel.

## Carrière

### Reds de Cincinnati

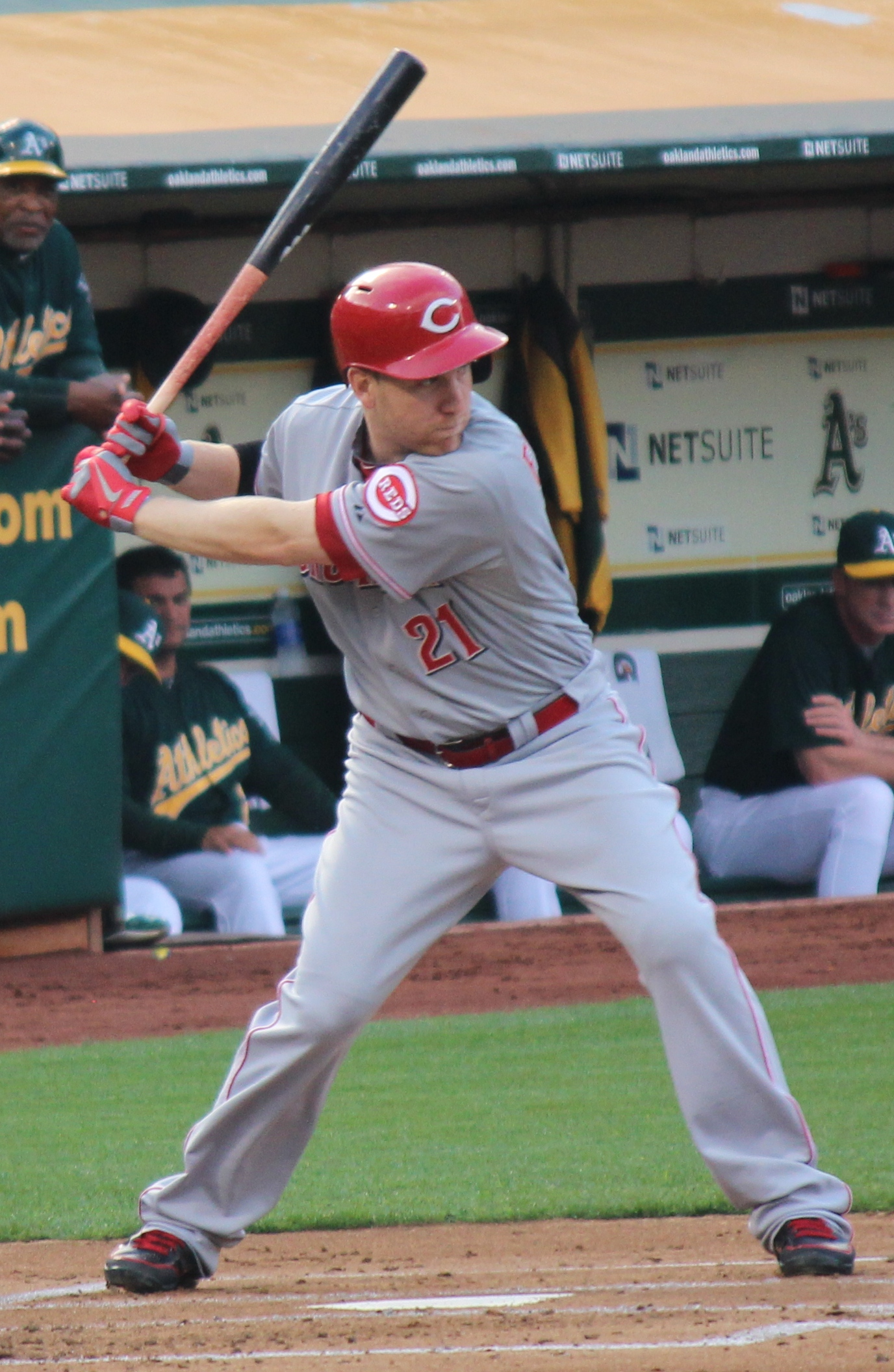
Todd Frazier en 2013 avec les Reds de Cincinnati.

Todd Frazier est un choix de première ronde des Reds de Cincinnati en 2007. Il est le 34e athlète repêché au total par une équipe du baseball majeur lors de cette séance de sélection.
En défensive, Frazier peut aussi bien jouer au champ extérieur, principalement au champ gauche, qu'à l'avant-champ. Dans les ligues mineures, il est utilisé tant à l'arrêt-court qu'au premier ou troisième but.

#### Saison 2011
Il fait ses débuts avec les Reds le 23 mai 2011. Il frappe son premier coup sûr dans les majeures le 22 juillet suivant contre le lanceur Scott Linebrink des Braves d'Atlanta et son premier circuit le 31 juillet aux dépens de Barry Zito des Giants de San Francisco. Frazier complète sa première saison avec 6 circuits et 15 points produits en 41 parties jouées pour Cincinnati. Rappelé des ligues mineures en juillet après un séjour d'un seul match pour les Reds en mai, Frazier remplace le joueur de troisième but Scott Rolen, blessé, en deuxième moitié de saison.

#### Saison 2012
Avec 36 coups sûrs en 30 matchs, dont 6 circuits, en août 2012, Frazier est élu meilleure recrue du mois dans la Ligue nationale. Avec une première saison de 115 coups sûrs, 19 circuits, 67 points produits et une moyenne au bâton de ,273 en 128 parties jouées, Frazier s'avère un des jeunes joueurs les plus prometteurs du baseball et termine 3e au vote annuel de fin d'année désignant la recrue de l'année de la Ligue nationale, derrière le lauréat Bryce Harper ainsi que Wade Miley.

#### Saison 2013

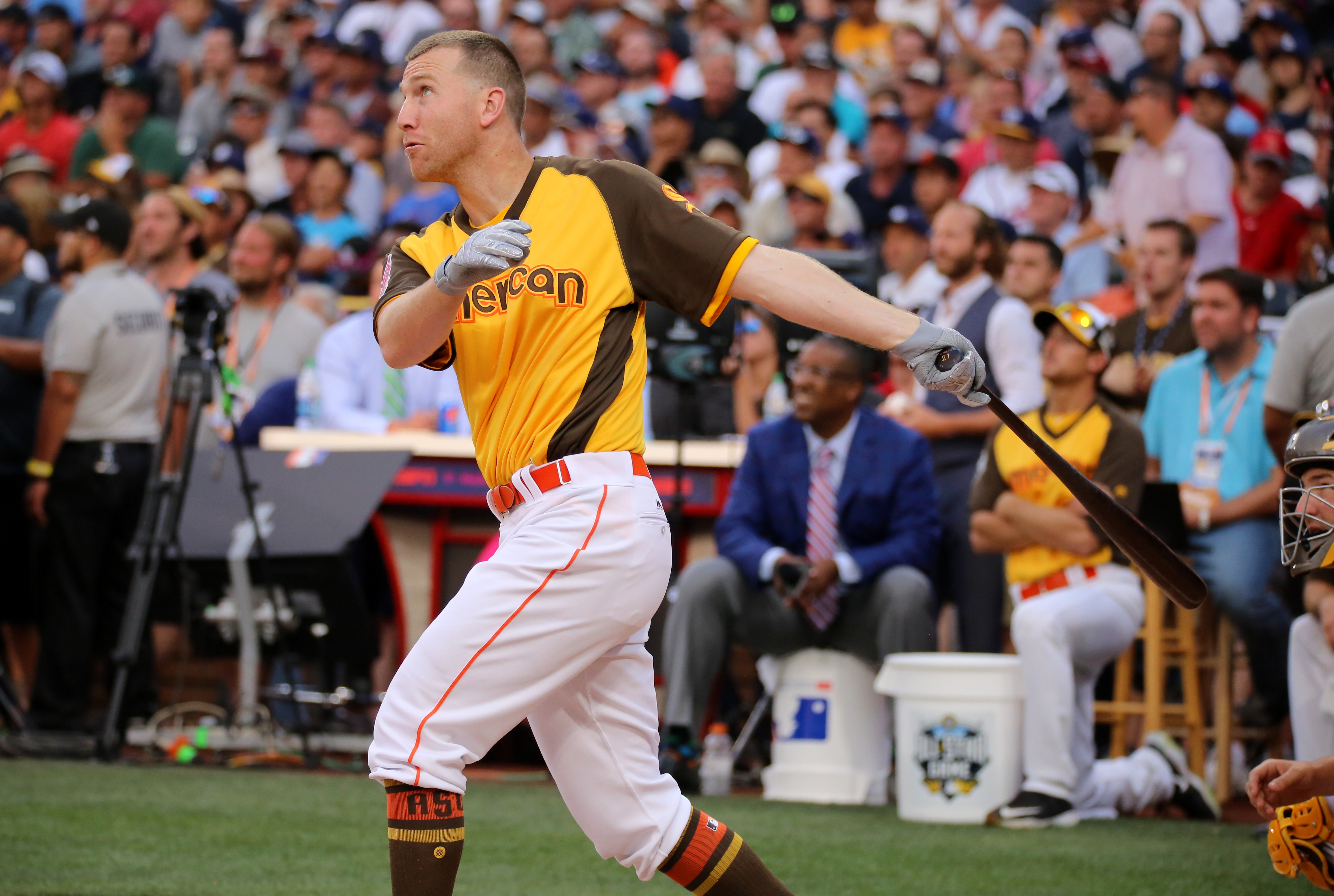
Vainqueur du concours de coups de circuit du match des étoiles en 2015, Todd Frazier atteint la ronde finale de la compétition annuelle en 2016 à San Diego (photo).

En 2013, Frazier joue 150 matchs des Reds. Sa moyenne au bâton chute à ,234 et sa moyenne de puissance, qui s'élevait à un respectable ,498 en 2012, passe à ,407. Il égale son total de circuits (19) de la saison précédente et cumule de nouveaux sommets personnels de coups sûrs (124), de doubles (29), de points marqués (63) et de points produits (73).

#### Saison 2014
À la pause du match des étoiles 2014, Frazier compte déjà 19 circuits, le nombre exact de longues balles qu'il avait frappé en une saison entière en 2012 et 2013. Invité pour la première fois de sa carrière à la partie d'étoiles de mi-saison, Frazier est inscrit au concours de coups de circuit et se rend jusqu'en ronde finale, où il s'avoue vaincu devant Yoenis Céspedes des A's d'Oakland.

#### Saison 2015
Invité à son second match d'étoiles, Frazier remporte le 13 juillet 2015 le concours de coups de circuit devant ses partisans, au Great American Ball Park de Cincinnati.

### White Sox de Chicago
Le 16 décembre 2015, Todd Frazier est échangé aux White Sox de Chicago dans une transaction à trois équipes impliquant les Reds et les Dodgers de Los Angeles. Chicago transfère le lanceur droitier Frankie Montas, le joueur de deuxième but Micah Johnson et le voltigeur Trayce Thompson à Los Angeles, les Dodgers cèdent le joueur de deuxième but Brandon Dixon, le joueur de champ intérieur José Peraza et le voltigeur Scott Schebler à Cincinnati, et les Reds transfèrent Frazier aux White Sox.
Frazier frappe 40 circuits pour les White Sox en 2016.

### Yankees de New York

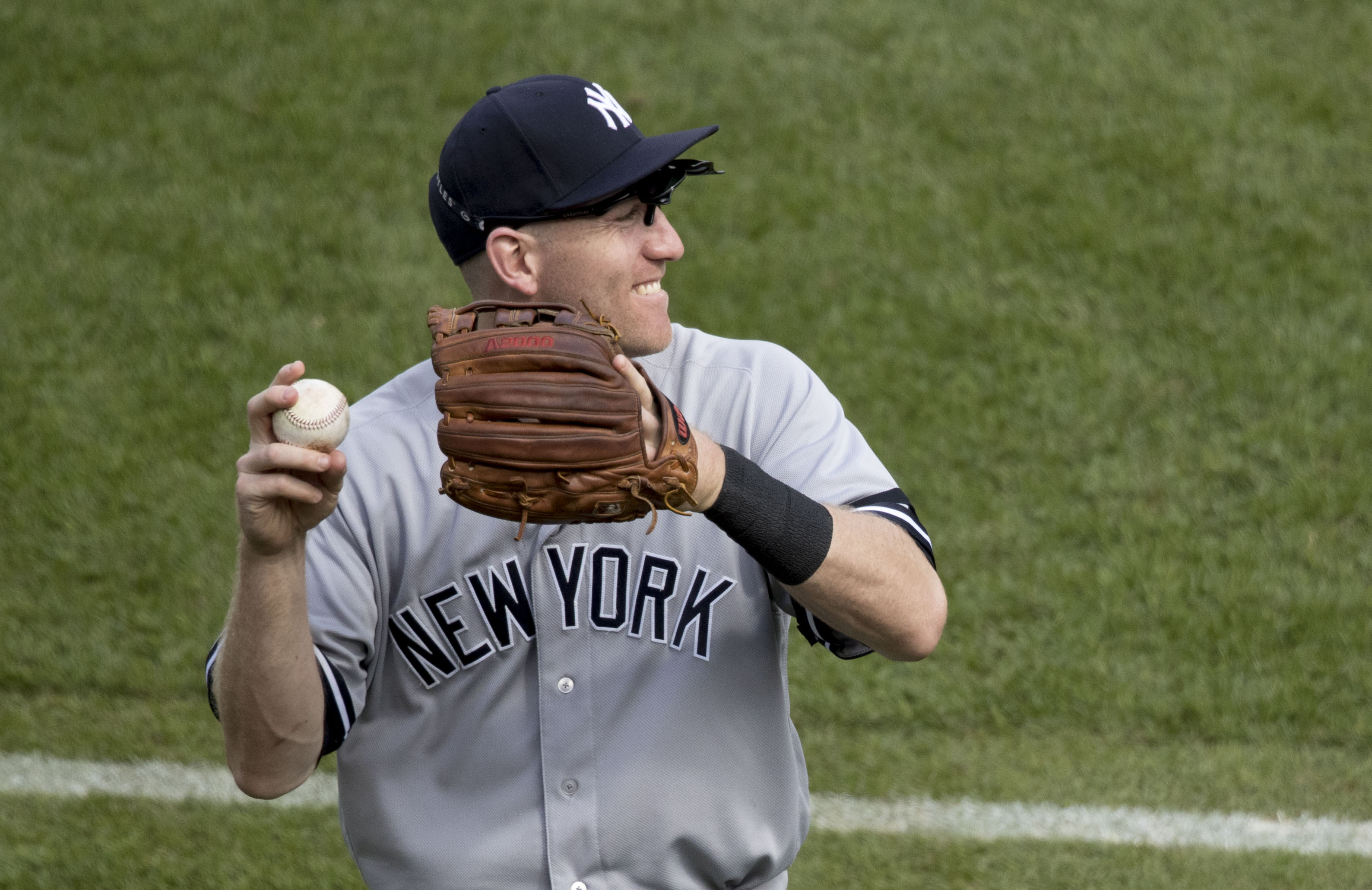
Todd Frazier en 2017 avec les Yankees de New York.

Le 19 juillet 2017, les White Sox de Chicago échangent Frazier et les lanceurs droitiers David Robertson et Tommy Kahnle aux Yankees de New York, en retour du lanceur droitier Tyler Clippard et de trois joueurs des ligues mineures : le lanceur gaucher Ian Clarkin et les voltigeurs Tito Polo et Blake Rutherford.